# Napoleon (Ohio)
Napoleon település az Amerikai Egyesült Államok Ohio államában, Henry megyében, melynek megyeszékhelye is. Lakosainak száma 8862 fő (2020. április 1.).

## Népesség
A település népességének változása:

| 2010 | 8 749 |
| 2020 | 8 862 |